# Tadeusz Trojanowski
Tadeusz Hipolit Trojanowski (Straszów, 1º gennaio 1933 – Varsavia, 10 febbraio 1997) è stato un lottatore polacco, specializzato nella lotta libera.

## Biografia
Ha rappresentato la Polonia ai Giochi olimpici estivi di Roma 1960 nel torneo dei pesi gallo. I suoi risultati migliori ai mondiali furono il sesto posto a Teheran 1959 e il quinto a Yokohama 1961.

## Palmarès
| Anno | Manifestazione  | Sede     | Evento              | Risultato | Note |
| ---- | --------------- | -------- | ------------------- | --------- | ---- |
| 1959 | Mondiali        | Teheran  | Pesi gallo (-57 kg) | 6º        |      |
| 1960 | Giochi olimpici | Roma     | Pesi gallo (-57 kg) | Bronzo    |      |
| 1961 | Mondiali        | Yokohama | Pesi gallo (-57 kg) | 5º        |      |